# Zamość
Zamość este un municipiu din Voievodatul Lublin, Polonia.
Centrul vechi istoric din Zamość a fost înscris în anul 1992 pe lista patrimoniului cultural mondial UNESCO.

## Istorie
Jan Zamoyski (1542-1605) avea o viziune deja bine configurată despre înfățișarea orașului imaginat de el. Pe un teren drept ca o tablă de șah, urma să se construiască "un ideal oraș renascentist", pentru a deveni reședință a familiilor nobiliare, centru cultural și comercial. Marele cancelar și deținător de pământuri, supus regelui Ștefan Bathory, avea o idee atât de bine cristalizată, încât putea să discute probleme de detaliu cu Bernardo Morando, arhitectul său, legate de planurile de construcție ale orașului. Acest meșter din Padua, în baza contractului semnat cu Jan Zamoyski, a început lucrările de construcție în anul 1582, pe un teren ce corespundea perfect scopului pentru care a fost ales. Întemeietorului nu-i lipseau resursele financiare necesare acestei îndrăznețe întreprinderi. Jan Zamoyski era un om deosebit de influent, în calitatea sa de om de stat, reprezentant al șleachtei. 
Unul dintre multele domenii ale familiei Zamoyski se afla la marginea drumului de legătură dintre Europa Centrală, Europa Nordică și Marea Neagră. Terenul acestei proprietăți corespundea din punct de vedere calitativ cu cel indicat de planurile viitorului oraș. Conform indicațiilor conținute de planul de construcție, meșterul din Padua a împărțit spațiul cuprins între zidurile ce-l delimitau în două părți distincte. Partea dinspre vest, care în anul 1585 era deja ocupată de construcția terminată a castelului, era destinată familiei nobiliare. Partea dinspre est era concepută pentru construirea orașului comercial, la rândul său fiind împărțit în trei, corespunzând unui număr de trei piețe: Piața Mare, Piața Sării și Piața Apei.
Familiei Zamoyski i se datorează construcția Bisericii Franciscane din Zamość.
Lucrările au înaintat rapid, sub ochii experimentați ai arhitectului. Mai târziu orașul Zamość a beneficiat și de un sistem de fortificații, alcătuit din maluri înalte, de apărare, din șapte bastioane și patru porți, care amintesc de renumitul arhitect francez, pe nume Vauban. Orașul este situat pe un teren neted, sub formă de pentagon, în interiorul căruia se desfășoară o rețea bine gândită de străzi cu case, dispuse pe marginea acestora, în șiruri atent dimensionate. Această structură arhitectonică s-a păstrat până astăzi.
Zamość a supraviețuit multor agresiuni, chiar celui de-Al Doilea Război Mondial, căruia multe orașe poloneze i-au căzut victime. 
Nici existența "Majoratului de la Zamość" cu actele sale naționaliste, nu a lăsat urme adânci în conștiința locuitorilor de aici. Cartierele moderne au fost construite la o depărtare destul de mare de vechiul centru istoric pentru ca această bijuterie a arhitecturii urbane renascentise să rămână intactă. Pentru Zamoyski, toleranța religioasă era principiul de bază. De aceea, aici conviețuiau nu numai evrei, ci și comercianți din alte țări, precum turci, armeni, ucrainieni, ruteni. Odată cu ocuparea orașului de trupele naziste, acest principiu și-a pierdut valabilitatea. După război, sinagoga din oraș a fost reconstruită, iar biblioteca păstrează documente care aduc mărturie despre crimele comise împotriva acestei etnii. Strucaturi după modelul Lublin împodobesc lunetele, calotele boltite și nișele sălii mari. Aici, ca semn al permanenței, este păstrată încă din anul 1950, Cartea Torra.
Imediat după terminarea lucrărilor de construcție ale orașului Zamość, Jan Zamoyski a căutat să obțină pentru acesta un rang egal cu cel al orașului Magdeburg. Astfel orașul Zamość a căpătat un statut și mecanisme legistrative necesare dezvoltării sale economice și comerciale. Luând ca exemplu modelul italian al unui oraș renascentist, Zamoyski a înființat o academie cu două facultăți. Poetul Szymos Szymonowie primește contractul referitor la înființarea unui centru de învățământ umanist care, ulterior a însemnat pentru acest oraș, recunoașterea sa ca important centru cultural al țării. Și astăzi, clădirea acestui liceu are aceeași destinație. Criteriile de organizare urbanistică se conformează principiilor arhitectonice ale renașterii, în timp ce casele sunt supuse unor puternice influențe ale stilului baroc. În Piața Mare, construită în anul 1600 și mărită după 50 de ani, se află clădirea primăriei și un turn cu ceas, care se termină cu o cupolă în stil baroc, ridicat în anul 1770. La acesta se adaugă și deschiderea frumoasă a treptelor, dispuse pe două șiruri simetrice, largi, care duc spre intrarea în Primărie. Aceasta se evidențiază prin frumoase basoreliefuri create artistic. Pergolele din fața magazinelor creează un spațiu care te îndeamnă să poposești puțin în fața vitrinelor aflate una lângă alta, înconjurând Piața Mare și scăldând-o în luminile lor colorate. Stilul renașterii se răsfrânge și asupra arhitecturii piețelor din centrele istorice ale Europei Centrale. Nici amenajările din acest oraș nu fac excepție, dar Morando a creat un stil arhitectural compozit, în cadrul căruia găsim elemente specifice arhitecturii italiene, autohtone și central-europene. Același stil îl regăsim și la sculpturile și picturile ce împodobesc Mănăstirea Sfântul Toma, compusă din trei nave centrale, ale cărei lucrări au fost terminate în anul 1598. Fațada acestui lăcaș de cult a suferit, în secolul al XIX-lea, unele transformări în ceea ce privește compoziția sa arhitectonică, predominante fiind, acum, elementele clasiciste. În capelă, placa comemorativă amintește vizitatorului, din anul 1618 încoace, despre fondatorul acestui oraș. Bogăția ornamentelor dispuse în jurul ferestrelor, al porților și al frontoanelor caselor, creează, în fond, personalitatea acestui oraș. Fațada "Casei către Înger", construită în anul 1634, poartă această denumire în cinstea Arhanghelului Gabriel. Ea este frumos împodobită cu basoreliefuri ce conțin imagini orientale stilizate ale unor plante și animale. Interioarele, cândva aparținând unor bogați comercianți armeni, se remarcă datoria dispunerii frumoase a ferestrelor lor duble, ce conțin frize pictate și tavane cu grinzi frumos șlefuite. Cu toate acestea, nimic din atmosfera interioară sau exterioară, degajată de aceste case nu trădează opulență ci, dimpotrivă, persistă un simț estetic echilibrat al arhitecturii, supus în special funcțiunii sale habituale. În ultimii ani, o mare parte a centrului istoric, conținând aceste frumoase case, a fost cu mare atenție restaurat. În spațiul de după arcade au fost amenajate magazine de confecții ce aparțin unor renumiți creatori de modă, galerii de artă cu vânzare și restaurante pentru protipendada orașului. La numai o aruncătură de băț de Piața Comercială, se află casa natală a Rosei Luxemburg, care s-a născut în anul 1870. Ea era fiica unui comerciant evreu bine situat. În anul 1919, datorită convingerilor ei politice de orientare radical-socialistă, a căzut victimă unui atentat împreună cu Karl Liebknecht.

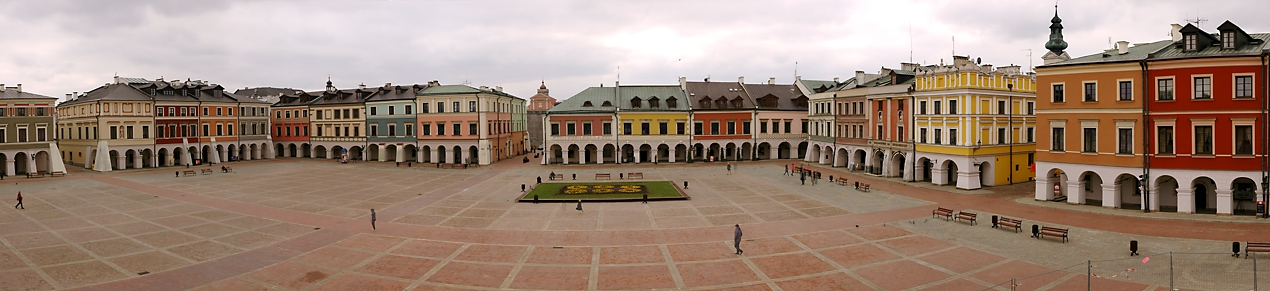

## Clima
Conform clasificării climatice Köppen, orașul Zamość are un climat continental umed (Dfb).
| Date climatice pentru Zamość, Poland | Date climatice pentru Zamość, Poland | Date climatice pentru Zamość, Poland | Date climatice pentru Zamość, Poland | Date climatice pentru Zamość, Poland | Date climatice pentru Zamość, Poland | Date climatice pentru Zamość, Poland | Date climatice pentru Zamość, Poland | Date climatice pentru Zamość, Poland | Date climatice pentru Zamość, Poland | Date climatice pentru Zamość, Poland | Date climatice pentru Zamość, Poland | Date climatice pentru Zamość, Poland | Date climatice pentru Zamość, Poland |
| Luna                                 | Ian                                  | Feb                                  | Mar                                  | Apr                                  | Mai                                  | Iun                                  | Iul                                  | Aug                                  | Sep                                  | Oct                                  | Nov                                  | Dec                                  | Anual                                |
| ------------------------------------ | ------------------------------------ | ------------------------------------ | ------------------------------------ | ------------------------------------ | ------------------------------------ | ------------------------------------ | ------------------------------------ | ------------------------------------ | ------------------------------------ | ------------------------------------ | ------------------------------------ | ------------------------------------ | ------------------------------------ |
| Maxima medie °C (°F)                 | −1 (31)                              | 0 (32)                               | 6 (43)                               | 12 (53)                              | 18 (64)                              | 21 (69)                              | 22 (71)                              | 22 (71)                              | 18 (64)                              | 12 (53)                              | 5 (41)                               | 1 (34)                               | 11,2 (52,2)                          |
| Minima medie °C (°F)                 | −6 (22)                              | −6 (22)                              | −1 (30)                              | 3 (37)                               | 7 (45)                               | 11 (51)                              | 12 (54)                              | 12 (53)                              | 8 (47)                               | 4 (39)                               | 0 (32)                               | −3 (26)                              | 3,4 (38,2)                           |
| Precipitații mm (inches)             | 28 (1.1)                             | 28 (1.1)                             | 30 (1.2)                             | 41 (1.6)                             | 64 (2.5)                             | 79 (3.1)                             | 79 (3.1)                             | 71 (2.8)                             | 51 (2)                               | 36 (1.4)                             | 41 (1.6)                             | 36 (1.4)                             | 582 (22,9)                           |
| Sursă: Weatherbase                   |                                      |                                      |                                      |                                      |                                      |                                      |                                      |                                      |                                      |                                      |                                      |                                      |                                      |

## Personalități
- Rosa Luxemburg
- Isaac Leib Peretz
- Adam Niklewicz
- Leopold Skulski
- Adam Niklewicz

## Relații externe
Orașe înfrățite
- Schwäbisch Hall, Germania
- Loughborough, Marea Britanie
- Lutsk, Ucraina
- Sighișoara, România
- Bardejov, Slovacia
- Weimar, Germania

| Orașe partenere - Cassino, Italia - Sumy, Ucraina - Zhovkva, Ucraina |

## Galerie

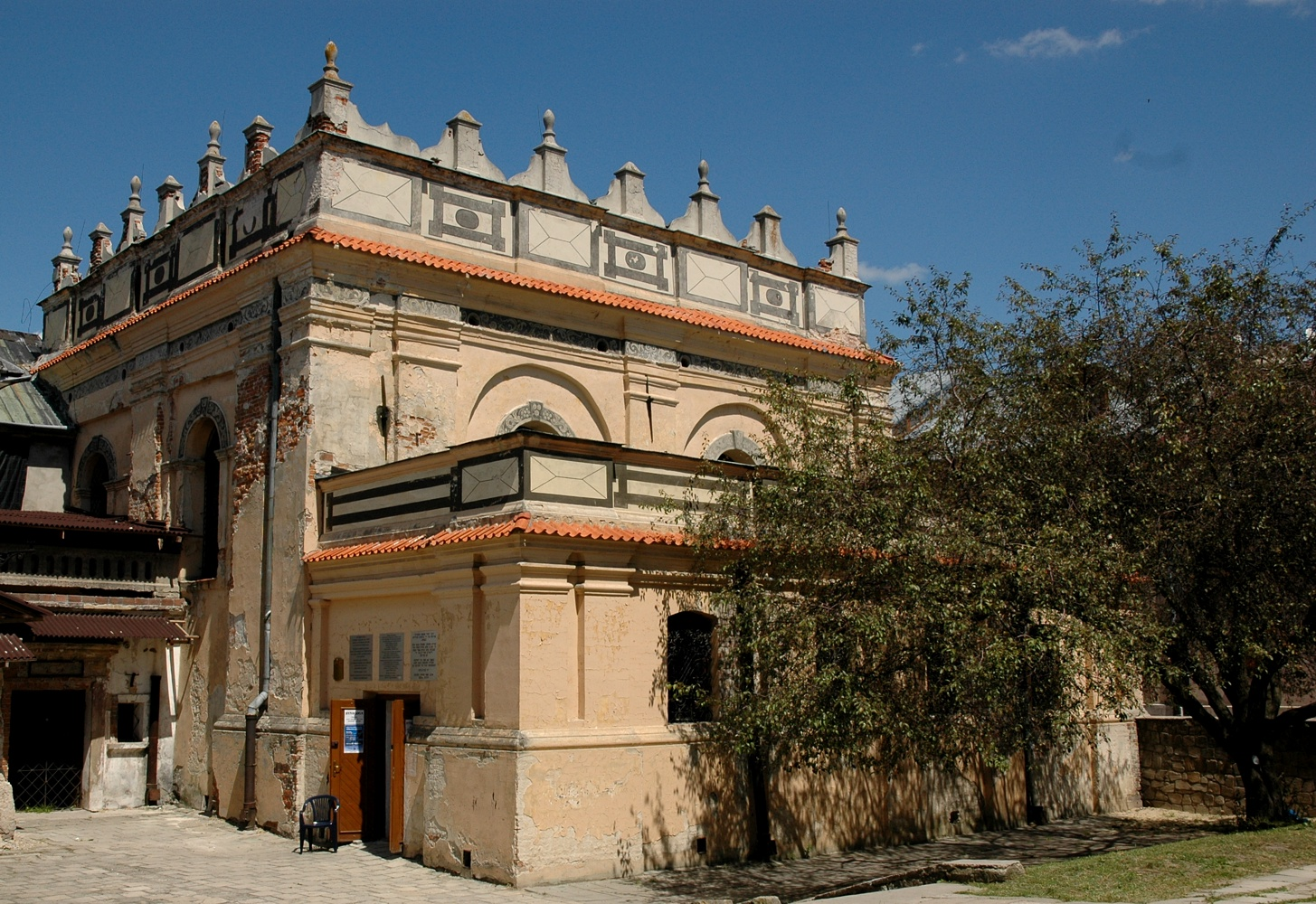
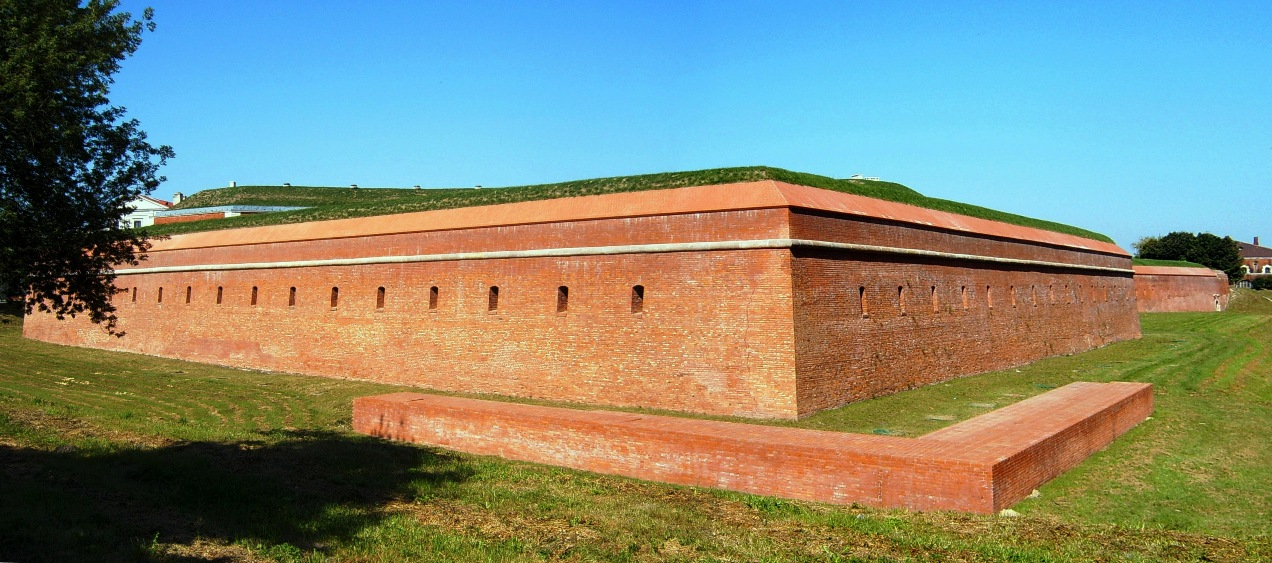
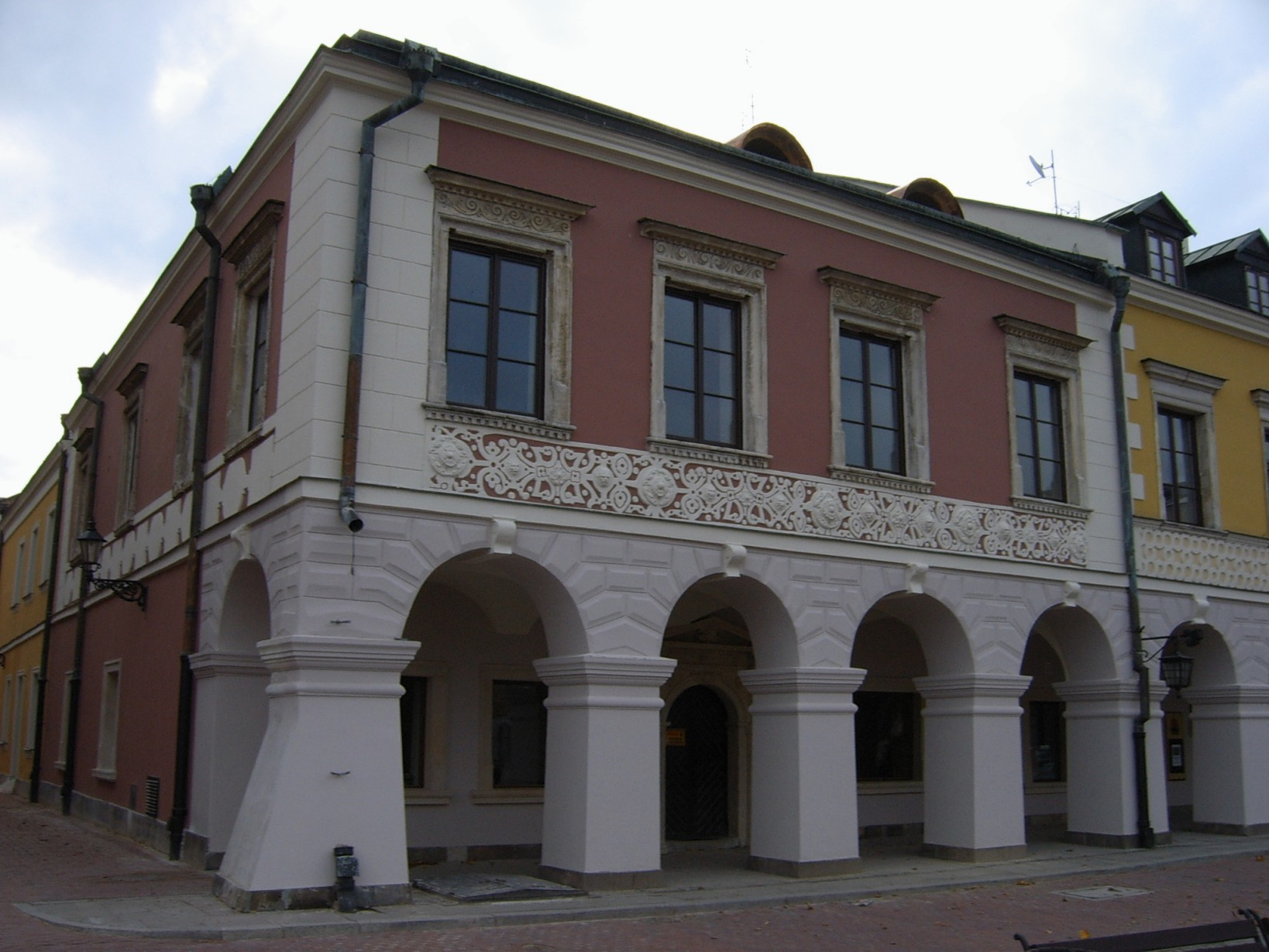
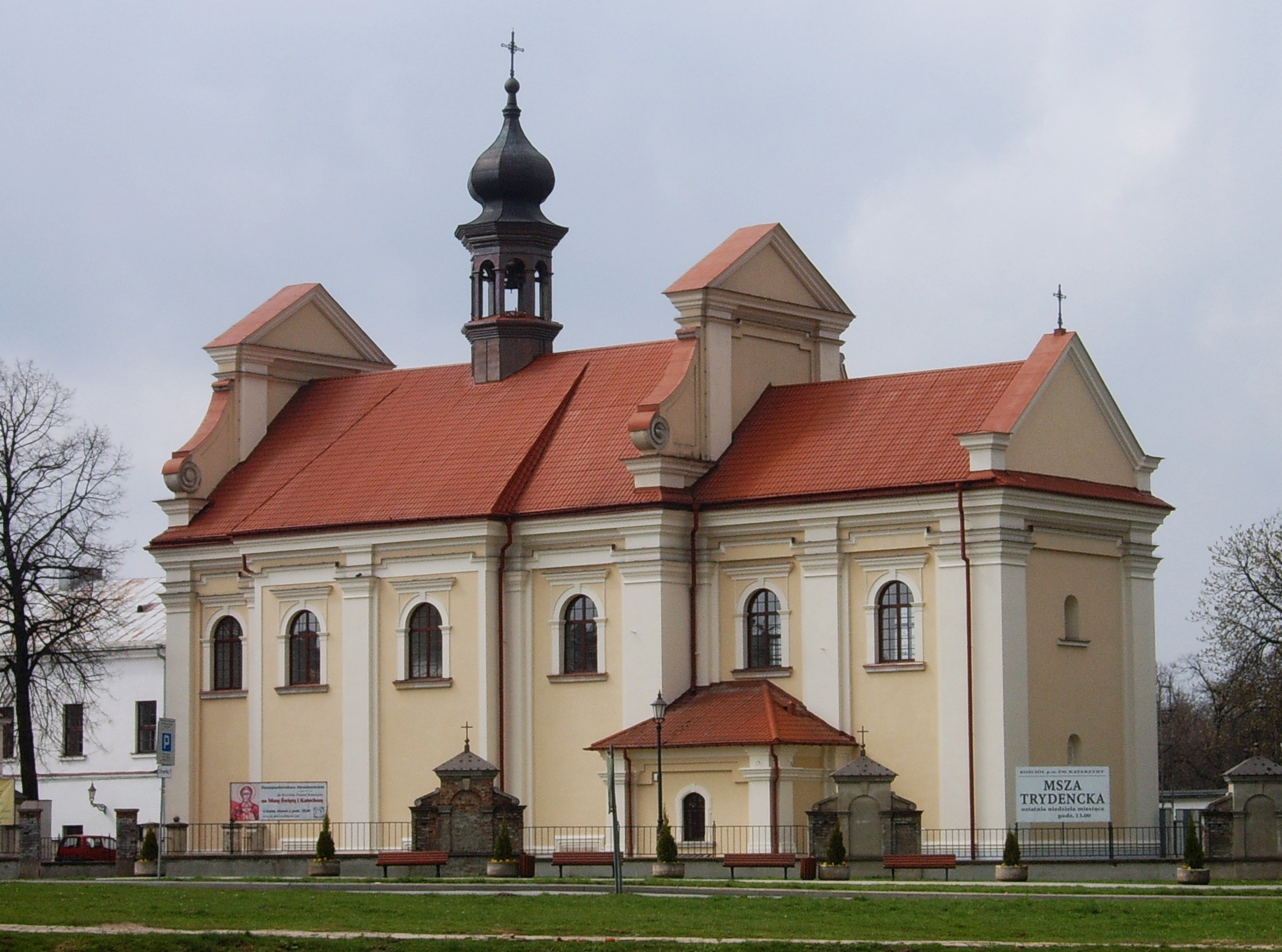
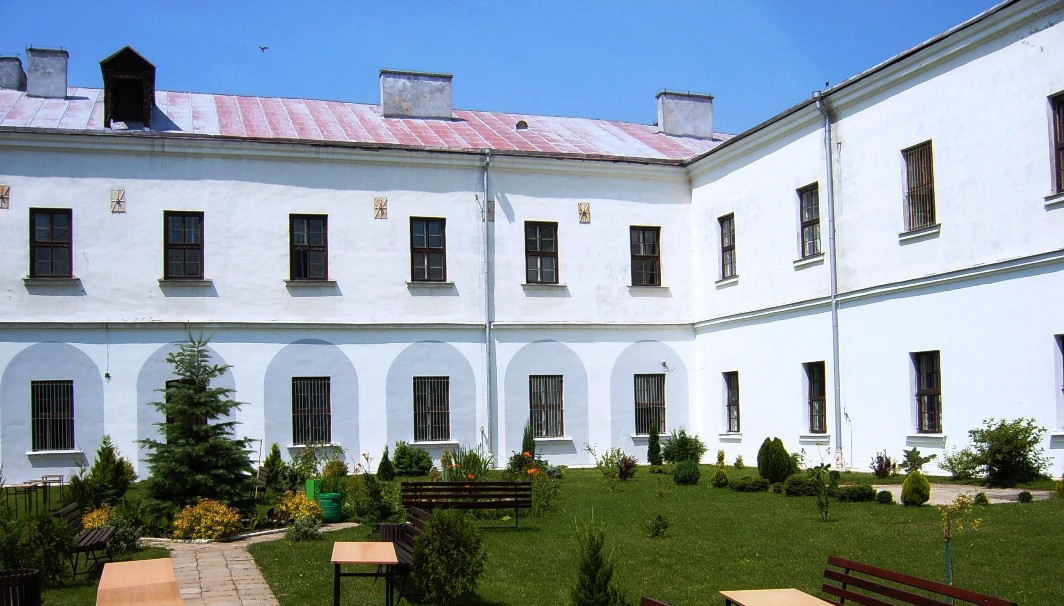